# Vicugna
Vicugna é um género da família Camelidae de mamíferos artiodáctilos, nativo da América do Sul. A sua lã é muito procurada. O género inclui duas espécies:
- V. vicugna, a vicunha
- V. pacos, a alpaca

A lhama e o guanaco são muito próximos, mas são classificados num género à parte (Lama).